# Вазиев, Махар Хасанович
Маха́р (Махарбе́к) Хаса́нович Ва́зиев (род. 16 июня 1961, Алагир, Северо-Осетинская АССР) — советский и российский артист балета, педагог и деятель хореографии. Народный артист России (2021). Солист балета Ленинградского академического театра оперы и балета им. С. М. Кирова — Мариинского театра (1979—1995), художественный руководитель его балетной труппы (1995—2008), руководитель балета миланского театра Ла Скала (2009—2016). Художественный руководитель балета Большого театра (с 2016).

## Биография
Окончил Ленинградское хореографическое училище по классу педагога Юрия Умрихина, после чего в 1979 году был принят в труппу Ленинградского театра оперы и балета имени Кирова. Через некоторое время благодаря своей фактурности и сценичности выдвинулся на положение солиста. Был партнёром таких балерин, как Ольга Ченчикова, Маргарита Куллик, Алтынай Асылмуратова, Ирма Ниорадзе.
В январе 1995 года назначен исполняющим обязанности заведующего балетной труппой Мариинского театра.

«…При Махаре Вазиеве сформировалась Мариинская труппа в её нынешнем виде — с разнообразным репертуаром, звёздами мирового уровня и кордебалетом экстра-класса. Первыми (и единственными) в России петербуржцы освоили хореографию Уильяма Форсайта — балетного реформатора конца XX века…»— Т. Кузнецова
После того, как был приглашён работать в Милан, в театр Ла Скала, в марте 2008 года переехал в Италию. В январе 2009 года занял должность руководителя балетной труппы «Ла Скала».
В конце октября 2015 года было объявлено, что Махар Вазиев будет управлять балетной труппой Большого театра — он вступил в должность 18 марта 2016 года, после истечения срока договора с Сергеем Филиным.

## Репертуар
ЛАТОБ им. Кирова / Мариинский театр (основные партии)
- Зигфрид — «Лебединое озеро» П. И. Чайковского
- Базиль — «Дон Кихот» Л. Минкуса
- Альберт — «Жизель» А. Адана
- Солор — «Баядерка», Л. Минкуса
- Джеймс — «Сильфида» Г. фон Левенскольда, хореография Августа Бурнонвиля в редакции Э.-М. фон Розен
- Жан де Бриен — «Раймонда» А. Глазунова
- Ферхад — «Легенда о любви» А. Меликова, хореография Ю. Григоровича
- Солист — «Призрачный бал» на музыку Шопена, хореография Дмитрия Брянцева (партнёрша — Алтынай Асылмуратова)
- Солист — «Тема с вариациями» П. И. Чайковского, хореография Джорджа Баланчина (партнёрша — Ольга Ченчикова)
- 18 марта 1992 — 2-й дуэт*, «В ночи» на музыку Шопена, хореография Джерома Роббинса (партнёрша — Ольга Ченчикова)

(*) — первый исполнитель партии на сцене Мариинского театра.

## Семья
Женат на балерине Ольге Ченчиковой. Их дочь Мария (род. ок. 1989) в возрасте трёх лет снималась в фильме-балете «Последняя тарантелла» (1992).

## Фильмография
- 1989 — «В мире вдохновения» (телефильм-концерт)
- 1992 — «Последняя тарантелла» (телевизионный фильм-балет Александра Белинского)